# Women's National Basketball Association 2005
Women's National Basketball Association 2005 var den nionde säsongen av den amerikanska proffsligan i basket för damer. Säsongen inleddes lördagen den 21 maj och avslutades torsdagen den 27 augusti 2005 efter 221 seriematcher. Lagen i Eastern Conference mötte varandra fyra gånger, två hemma och två borta, vilket gav totalt 20 omgångar, samt lagen från Western Conferencen två gånger, en hemma och en borta, vilket gav ytterligare 14 omgångar, totalt 34 matcher. Lagen i Western Conference möttes antingen tre eller fyra gånger, vilket gav 22 omgångar, samt lagen från Eastern Conference två gånger, en hemma och en borta, vilket gav ytterligare 12 omgångar, totalt 34 matcher. De fyra första lagen i varje Conference gick därefter till slutspel som spelades mellan den 30 augusti och 20 september. Sacramento Monarchs blev mästare för första gången efter att ha besegrat Connecticut Sun med 3-1 i finalserien.
All Star-matchen spelades den 9 juli i Mohegan Sun Arena, Uncasville i Connecticut där Western besegrade Eastern med 122-99.

## Grundserien
Not: V = Vinster, F = Förluster, PCT = Vinstprocent
- Lag i GRÖN färg till slutspel.
- Lag i RÖD färg har spelat klart för säsongen.

| Lag                | V  | F  | PCT  |
| ------------------ | -- | -- | ---- |
| Connecticut Sun    | 26 | 8  | .765 |
| Indiana Fever      | 21 | 13 | .618 |
| New York Liberty   | 18 | 16 | .529 |
| Detroit Shock      | 16 | 18 | .471 |
| Washington Mystics | 16 | 18 | .471 |
| Charlotte Sting    | 6  | 28 | .176 |

| Lag                      | V  | F  | PCT  |
| ------------------------ | -- | -- | ---- |
| Sacramento Monarchs      | 25 | 9  | .735 |
| Seattle Storm            | 20 | 14 | .588 |
| Houston Comets           | 19 | 15 | .559 |
| Los Angeles Sparks       | 17 | 17 | .500 |
| Phoenix Mercury          | 16 | 18 | .471 |
| Minnesota Lynx           | 14 | 20 | .412 |
| San Antonio Silver Stars | 7  | 27 | .206 |

## Slutspelet
- De fyra bästa lagen från varje Conference gick till slutspelet.
- Conference semifinalerna och conference finalerna avgjordes i bäst av tre matcher.
- WNBA-finalen avgjordes i bäst av fem matcher.

|  | Conference Semifinal Bäst av 3 | Conference Semifinal Bäst av 3 | Conference Semifinal Bäst av 3 |            |    | Conference Final Bäst av 3 | Conference Final Bäst av 3 | Conference Final Bäst av 3 |  |  | WNBA Final Bäst av 5 | WNBA Final Bäst av 5 | WNBA Final Bäst av 5 |  |
|  |                                |                                |                                |            |    |                            |                            |                            |  |  |                      |                      |                      |  |
|  | E1                             | Connecticut                    | 2                              |            |    |                            |                            |                            |  |  |                      |                      |                      |  |
|  | E1                             | Connecticut                    | 2                              |            |    |                            |                            |                            |  |  |                      |                      |                      |  |
|  | E4                             | Detroit                        | 0                              |            |    |                            |                            |                            |  |  |                      |                      |                      |  |
|  | E4                             | Detroit                        | 0                              |            | E1 | Connecticut                | 2                          |                            |  |  |                      |                      |                      |  |
|  | Eastern Conference             |                                |                                |            | E1 | Connecticut                | 2                          |                            |  |  |                      |                      |                      |  |
|  |                                |                                | E2                             | Indiana    | 0  |                            |                            |                            |  |  |                      |                      |                      |  |
|  | E2                             | Indiana                        | E2                             | Indiana    | 0  | 2                          |                            |                            |  |  |                      |                      |                      |  |
|  | E2                             | Indiana                        |                                |            |    |                            |                            |                            |  |  |                      |                      |                      |  |
|  | E3                             | New York                       | 0                              |            |    |                            |                            |                            |  |  |                      |                      |                      |  |
|  | E3                             | New York                       | 0                              |            | E1 | Connecticut                | 1                          |                            |  |  |                      |                      |                      |  |
|  |                                |                                |                                |            |    |                            |                            |                            |  |  |                      |                      |                      |  |
|  |                                |                                | W1                             | Sacramento | 3  |                            |                            |                            |  |  |                      |                      |                      |  |
|  | W1                             | Sacramento                     | W1                             | Sacramento | 3  | 2                          |                            |                            |  |  |                      |                      |                      |  |
|  | W1                             | Sacramento                     |                                |            |    |                            |                            |                            |  |  |                      |                      |                      |  |
|  | W4                             | Los Angeles                    | 0                              |            |    |                            |                            |                            |  |  |                      |                      |                      |  |
|  | W4                             | Los Angeles                    | 0                              |            | W1 | Sacramento                 | 2                          |                            |  |  |                      |                      |                      |  |
|  | Western Conference             |                                |                                |            | W1 | Sacramento                 | 2                          |                            |  |  |                      |                      |                      |  |
|  |                                |                                | W3                             | Houston    | 0  |                            |                            |                            |  |  |                      |                      |                      |  |
|  | W2                             | Seattle                        | W3                             | Houston    | 0  | 1                          |                            |                            |  |  |                      |                      |                      |  |
|  | W2                             | Seattle                        |                                |            |    |                            |                            |                            |  |  |                      |                      |                      |  |
|  | W3                             | Houston                        | 2                              |            |    |                            |                            |                            |  |  |                      |                      |                      |  |

### WNBA-final
Connecticut Sun vs Sacramento Monarchs
| Match   | Datum        | Hemmalag    | Bortalag    | Resultat           |
| ------- | ------------ | ----------- | ----------- | ------------------ |
| Match 1 | 14 september | Connecticut | Sacramento  | 55 - 79            |
| Match 2 | 15 september | Connecticut | Sacramento  | 77 - 70 eft. förl. |
| Match 3 | 18 september | Sacramento  | Connecticut | 66 - 55            |
| Match 4 | 20 september | Sacramento  | Connecticut | 62 - 59            |

Sacramento Monarchs vann finalserien med 3-1 i matcher